# Willunga Hill
Willunga Hill is een 375 meter hoge heuvel in de heuvels ten zuiden van de Australische stad Adelaide, in de staat Zuid-Australië. Het ligt boven de stad Willunga, vanwaar twee wegen over de heuvel leiden, de Victor Harbor Road, aangelegd in 1970, en de Old Willunga Hill Road, die daarvoor werd gebruikt.

## Wielrennen
Willunga Hill dankt zijn bekendheid vooral aan de belangrijkste wielerwedstrijd van Australië, de Tour Down Under, waarin de heuvel een beslissende rol speelt. Voor deze wedstrijd gaat het om de klim die begint in het centrum van Willunga op High Street en vervolgens overgaat in Old Willunga Hill Road. Het is een klim van 260 meter over 3,7 kilometer naar de top van de pas, wat overeenkomt met een gemiddeld stijgingspercentage van 7%.
Deze klim werd voor het eerst gereden in de tweede editie van de race, de Tour Down Under 2000; Willunga Hill kwam voor in 21 etappes in de Tour zonder onderbreking tot 2020. Van 2003 tot 2011 was Willunga de finish van de voorlaatste etappe, waarbij de klim werd gebruikt als een bergklassement in de laatste ronde. Vanaf 2012 werd de finish van de etappe verplaatst naar de top van de pas en in 2019 en 2020 was Willunga Hill zelfs de finish van de laatste etappe. In deze periode maakte Richie Porte zich de berg eigen: hij won de etappe zes keer op rij van 2014 tot 2019. In 2020 werd hij verslagen door Matthew Holmes, maar pakte wel de tweede plaats en het algemeen klassement.
De Tour Down Under werd in 2021 en 2022 afgelast vanwege de pandemie van het coronavirus. Willunga Hill was niet vertegenwoordigd bij de herstart in 2023, met de voorlaatste etappe die eindigde in Willunga op High Street. In 2024 is het opnieuw de finish van de voorlaatste etappe, met de slotetappe die eindigt op Mount Lofty in de gelijknamige bergketen.
In de Women's Tour Down Under stond Willunga Hill in 2024 voor het eerst op het programma als finish van de laatste etappe.

### Eerste boven
Onderstaande tabel geeft aan welke renners en rensters als eerste op de top van Willunga Hill waren tijdens de Tour Down Under.
| Nr | Jaar     | Etappe | Start           | Finish            | Afstand (km) | Eerste boven                |
| -- | -------- | ------ | --------------- | ----------------- | ------------ | --------------------------- |
| 40 | 2025     | 5      | McLaren Vale    | Willunga Hill     | 145,7        | Jhonatan Narváez            |
| 39 | 2025     | 5      | McLaren Vale    | Willunga Hill     | 145,7        | Mauro Schmid                |
| 38 | 2025 (V) | 2      | Unley           | Willunga Hill     | 115          | Noemi Rüegg                 |
| 37 | 2025 (V) | 2      | Unley           | Willunga Hill     | 115          | Niamh Fisher-Black          |
| 36 | 2024     | 5      | Christies Beach | Willunga Hill     | 129,3        | Julian Alaphilippe          |
| 35 | 2024     | 5      | Christies Beach | Willunga Hill     | 129,3        | Luke Burns                  |
| 34 | 2024 (V) | 3      | Adelaide        | Willunga Hill     | 93,4         | Sarah Gigante               |
| 33 | 2020     | 6      | McLaren Vale    | Willunga Hill     | 151,5        | Matthew Holmes              |
| 32 | 2020     | 6      | McLaren Vale    | Willunga Hill     | 151,5        | Joey Rosskopf               |
| 31 | 2019     | 6      | McLaren Vale    | Willunga Hill     | 151,5        | Richie Porte                |
| 30 | 2019     | 6      | McLaren Vale    | Willunga Hill     | 151,5        | Kenny Elissonde             |
| 29 | 2018     | 5      | McLaren Vale    | Willunga Hill     | 151,5        | Richie Porte                |
| 28 | 2018     | 5      | McLaren Vale    | Willunga Hill     | 151,5        | Thomas De Gendt             |
| 27 | 2017     | 5      | McLaren Vale    | Willunga Hill     | 151,5        | Richie Porte                |
| 26 | 2017     | 5      | McLaren Vale    | Willunga Hill     | 151,5        | Thomas De Gendt             |
| 25 | 2016     | 5      | McLaren Vale    | Willunga Hill     | 151,5        | Richie Porte                |
| 24 | 2016     | 5      | McLaren Vale    | Willunga Hill     | 151,5        | Reinardt Janse van Rensburg |
| 23 | 2015     | 5      | McLaren Vale    | Willunga Hill     | 151,5        | Richie Porte                |
| 22 | 2015     | 5      | McLaren Vale    | Willunga Hill     | 151,5        | Jack Bobridge               |
| 21 | 2014     | 5      | McLaren Vale    | Willunga          | 151,5        | Richie Porte                |
| 20 | 2014     | 5      | McLaren Vale    | Willunga          | 151,5        | Jens Voigt                  |
| 19 | 2013     | 5      | McLaren Vale    | Old Willunga Hill | 151,5        | Simon Gerrans               |
| 18 | 2013     | 5      | McLaren Vale    | Old Willunga Hill | 151,5        | Eros Capecchi               |
| 17 | 2012     | 5      | McLaren Vale    | Old Willunga Hill | 151,5        | Alejandro Valverde          |
| 16 | 2012     | 5      | McLaren Vale    | Old Willunga Hill | 151,5        | Nathan Haas                 |
| 15 | 2011     | 5      | McLaren Vale    | Willunga          | 131          | Ben Hermans                 |
| 14 | 2011     | 5      | McLaren Vale    | Willunga          | 131          | Luke Roberts                |
| 13 | 2010     | 5      | Snapper Point   | Willunga          | 148          | Alejandro Valverde          |
| 12 | 2010     | 5      | Snapper Point   | Willunga          | 148          | Valeriy Dmitriyev           |
| 11 | 2009     | 5      | Snapper Point   | Willunga          | 148          | Matthew Lloyd               |
| 10 | 2009     | 5      | Snapper Point   | Willunga          | 148          | Jack Bobridge               |
| 9  | 2008     | 5      | Willunga        | Willunga          | 147          | David Moncoutié             |
| 8  | 2007     | 4      | Willunga        | Willunga          | 124          | Heath Blackgrove            |
| 7  | 2006     | 4      | Willunga        | Willunga          | 147          | Russell van Hout            |
| 6  | 2005     | 5      | Willunga        | Willunga          | 147          | Alberto Contador            |
| 5  | 2004     | 5      | Willunga        | Willunga          | 147          | Paolo Tiralongo             |
| 4  | 2003     | 5      | Willunga        | Willunga          | 147          | Cadel Evans                 |
| 3  | 2002     | 3      | Willunga        | Willunga          | 149          | Glenn D'Hollander           |
| 2  | 2001     | 4      | Unley           | Strathalbyn       | 157          | Robert Tighello             |
| 1  | 2000     | 3      | Glenelg         | McLaren Vale      | 184          | Stéphane Bergès             |